# Якимчук Тарас Володимирович
Тара́с Володи́мирович Якимчу́к (Псевдо: «Актьор»; 6 вересня 1993, Мізоч, Україна — 24 липня 2014, поблизу Первомайська, Україна)  — солдат 8-го окремого полку спеціального призначення Збройних сил України, кулеметник.

## Життєпис
Народився 1993 року в Мізочі. Закінчив Мізоцьку ЗОШ. Займався козацьким бойовим мистецтвом «Спас». Служив за контрактом з жовтня 2011 року, солдат 8-го окремого полку спеціального призначення Збройних сил України, кулеметник.
На фронті був з початку бойових дій. 24 липня під час розвідки в передмісті Первомайська снайпери та гранатометники з терористів перехресним вогнем обстріляли вантажівку КамАЗ українських військовиків, загинуло троє. Тарас вискочив з кабіни, снайпер влучив йому в бік поміж пластин бронежилета. Серце не витримало в часі транспортування гелікоптером до шпиталю — зазнав тяжкого поранення осколком у плече і травматичного шоку та втратив чимало крові. У тому ж бою загинули Василь Кобернюк, Андрій Чабан та Володимир Черкасов.
27 липня відбулося поховання, прощалися і в церкві УПЦ МП, і в УПЦ КП, в останню дорогу проводжали тисячі людей. На виході з цвинтаря на столику стояло два весільні короваї: в жовтні мало відбутися весілля.
Без Тараса лишились батьки.

## Відзнаки та нагороди
- 8 серпня 2014 року — за особисту мужність і героїзм, виявлені у захисті державного суверенітету та територіальної цілісності України, вірність військовій присязі під час російсько-української війни, відзначений — нагороджений орденом «За мужність» III ступеня (посмертно).
- відзнакою Міністра Оборони України «За воїнську доблесть»
- Почесний громадянин міста Рівне (посмертно)

У рідному селищі Мізоч на його честь перейменовано вулицю, а також встановлено меморіальний знак навпроти місцевого храму УПЦ-КП і меморіальні дошки на будівлях Мізоцького навчально-виховного комплексу «Загальноосвітня школа І-ІІ ступенів — ліцей» та спортивного клубу, де він навчався та тренувався.